# Neftochimik Burgas (piłka siatkowa mężczyzn)
Neftochimik Burgas – bułgarski męski klub siatkarski, powstały w 1944 r. w Burgasie. Obecnie występuje w Superlidze.

## Sukcesy
Mistrzostwo Bułgarii:
- 2007, 2017, 2018, 2019, 2020, 2023[1]
- 2005, 2006, 2010, 2016, 2021, 2022[2]
- 2004, 2008, 2009, 2011, 2012

Puchar Bułgarii:
- 2007, 2008, 2016, 2018, 2021

Superpuchar Bułgarii:
- 2016, 2017, 2018, 2020

## Kadra

### Sezon 2021/2022[3]
| Nr | Imię i nazwisko     | Data ur. | Wzrost | Pozycja      |
| -- | ------------------- | -------- | ------ | ------------ |
| 1  | Július Firkaľ       | 1998     | 196    | przyjmujący  |
| 2  | Ljubosław Tełkijski | 2001     | 197    | rozgrywający |
| 3  | Nikołaj Kolew       | 1997     | 203    | środkowy     |
| 4  | Iwajło Lalow        | 1992     | 177    | libero       |
| 5  | Wencisław Trifonow  | 1992     | 205    | środkowy     |
| 6  | Kałojan Bałabanow   | 1998     | 198    | przyjmujący  |
| 7  | Nikołaj Uczikow     | 1986     | 206    | atakujący    |
| 8  | Alexander Tusch     | 1992     | 188    | rozgrywający |
| 11 | Mirosław Gradinarow | 1985     | 204    | przyjmujący  |
| 12 | Todor Dimitrow      | 2001     | 193    | przyjmujący  |
| 15 | Wencisław Ragin     | 1992     | 200    | środkowy     |
| 18 | Nikołaj Nikołow     | 1986     | 206    | środkowy     |

### Sezon 2020/2021
| Nr | Imię i nazwisko     | Data ur. | Wzrost | Pozycja      |
| -- | ------------------- | -------- | ------ | ------------ |
| 1  | Georgi Bratoew      | 1987     | 203    | rozgrywający |
| 2  | Denis Karjagin      | 2002     | 205    | przyjmujący  |
| 3  | Złatko Kijosew      | 1993     | 188    | przyjmujący  |
| 4  | Kristian Petrow     | 1997     | 178    | libero       |
| 5  | Wencisław Trifonow  | 1992     | 205    | środkowy     |
| 7  | Iwajło Lalow        | 1992     | 177    | libero       |
| 9  | Ilija Petkow        | 1996     | 201    | środkowy     |
| 10 | Walentin Bratoew    | 1987     | 203    | przyjmujący  |
| 11 | Mirosław Gradinarow | 1985     | 204    | przyjmujący  |
| 12 | Żani Żelazkow       | 1992     | 205    | atakujący    |
| 13 | Teodor Sałparow     | 1982     | 185    | libero       |
| 14 | Nikołaj Kolew       | 1997     | 203    | środkowy     |
| 15 | Stefan Georgiew     | 1989     | 192    | rozgrywający |
| 16 | Martin Penew        | 1984     | 195    | przyjmujący  |
| 18 | Nikołaj Nikołow     | 1986     | 206    | środkowy     |

### Sezon 2019/2020
| Nr | Imię i nazwisko                 | Data ur. | Wzrost | Pozycja      |
| -- | ------------------------------- | -------- | ------ | ------------ |
| 1  | Stefan Georgiew                 | 1989     | 192    | rozgrywający |
| 2  | Denis Karjagin                  | 2002     | 205    | przyjmujący  |
| 3  | Stojan Samunew                  | 1983     | 202    | środkowy     |
| 4  | Kristian Petrow                 | 1997     | 178    | libero       |
| 6  | Maksym Drozd                    | 1991     | 210    | środkowy     |
| 7  | Dobromir Dimitrow               | 1991     | 198    | rozgrywający |
| 8  | Żani Żelazkow                   | 1992     | 205    | atakujący    |
| 9  | Ilija Petkow                    | 1996     | 201    | środkowy     |
| 11 | Mirosław Gradinarow             | 1985     | 204    | przyjmujący  |
| 13 | Teodor Sałparow (do 08.11.2019) | 1982     | 185    | libero       |
| 14 | Petar Hristow                   | 1984     | 197    | atakujący    |
| 16 | Martin Penew                    | 1984     | 195    | przyjmujący  |
| 17 | Georgi Petrow                   | 1999     | 195    | przyjmujący  |
| 18 | Nikołaj Nikołow                 | 1986     | 206    | środkowy     |

### Sezon 2018/2019
| Nr | Imię i nazwisko         | Data ur. | Wzrost | Pozycja      |
| -- | ----------------------- | -------- | ------ | ------------ |
| 1  | Georgi Bratoew          | 1987     | 203    | rozgrywający |
| 3  | Stojan Samunew          | 1983     | 202    | środkowy     |
| 4  | Dimo Dimow              | 1999     | 195    | rozgrywający |
| 5  | Alen Djordjevič-Kamenik | 1985     | 192    | przyjmujący  |
| 6  | Sawelii Pozdniakow      | 1998     | 200    | przyjmujący  |
| 7  | Andriej Nikołow         | 1984     | 190    | przyjmujący  |
| 8  | Martin Iwanow           | 1997     | 184    | libero       |
| 9  | Ilija Petkow            | 1996     | 201    | środkowy     |
| 10 | Lubomir Agontsew        | 1987     | 190    | rozgrywający |
| 11 | Aleksandar Simeonow     | 1986     | 198    | przyjmujący  |
| 13 | Teodor Sałparow         | 1982     | 187    | libero       |
| 14 | Petar Hristow           | 1984     | 197    | atakujący    |
| 15 | Nikołaj Uczikow         | 1986     | 207    | atakujący    |
| 17 | Georgi Petrow           | 1999     | 195    | przyjmujący  |
| 18 | Teodor Todorow          | 1989     | 208    | środkowy     |
| 19 | Nikołaj Kyrtew          | 1995     | 202    | środkowy     |

### Sezon 2017/2018
| Nr | Imię i nazwisko    | Data ur. | Wzrost | Pozycja      |
| -- | ------------------ | -------- | ------ | ------------ |
| 1  | Georgi Bratoew     | 1987     | 203    | rozgrywający |
| 2  | Ołeksandr Stacenko | 1983     | 200    | przyjmujący  |
| 4  | Dimo Dimow         | 1999     | 195    | rozgrywający |
| 5  | Wasil Atanasow     | 1993     | 206    | środkowy     |
| 6  | Swetosław Tomow    | 1999     | 176    | libero       |
| 7  | Andriej Nikołow    | 1984     | 190    | przyjmujący  |
| 9  | Ilija Petkow       | 1996     | 201    | środkowy     |
| 10 | Walentin Bratoew   | 1987     | 203    | przyjmujący  |
| 13 | Teodor Sałparow    | 1982     | 187    | libero       |
| 14 | Petar Hristow      | 1984     | 197    | atakujący    |
| 15 | Nikołaj Uczikow    | 1986     | 207    | atakujący    |
| 17 | Georgi Petrow      | 1999     | 195    | przyjmujący  |
| 19 | Nikołaj Kyrtew     | 1995     | 202    | środkowy     |